# Scaleby Castle
Scaleby Castle är ett slott i Storbritannien.   Det ligger i grevskapet Cumbria och riksdelen England, i den centrala delen av landet, 400 km norr om huvudstaden London. Scaleby Castle ligger 25 meter över havet.
Terrängen runt Scaleby Castle är platt. Runt Scaleby Castle är det ganska tätbefolkat, med 96 invånare per kvadratkilometer. Närmaste större samhälle är Carlisle, 8,1 km sydväst om Scaleby Castle. Trakten runt Scaleby Castle består i huvudsak av gräsmarker.